# Al Wasta
Al Wasta, eller Al Wāsiţah är en ort i Egypten.   Den ligger i guvernementet Faijum, i den centrala delen av landet, 80 km söder om huvudstaden Kairo. Al Wāsiţah ligger 33 meter över havet och antalet invånare är 37 453.
Terrängen runt Al Wāsiţah är platt. Runt Al Wāsiţah är det ganska glesbefolkat, med 34 invånare per kvadratkilometer. Närmaste större samhälle är Aţfīḩ, 9,0 km nordost om Al Wāsiţah. Trakten runt Al Wāsiţah är ofruktbar med lite eller ingen växtlighet.